# Oscar Schwartau
Oscar Schwartau (født 17. maj 2006) er en dansk professionel fodboldspiller, der spiller for Norwich City F.C.. Han har også gjort sig gældende på de danske ungdomshold.

## Karriere

### Brøndby
Den 17. maj 2022 underskrev Schwartau en tre-årig kontrakt med Brøndby IF med udløb i sommeren 2025. Inden sæsonen 2022-23 blev han rykket op på førsteholdet, hvor han fik trøjenummer 41. 

#### Sæsonen 2022-23
Oscar Schwartau debuterede som professionel d. 17. juli 2022 i Brøndbys sæsonåbner i Superligaen mod AGF i en alder af blot 16 år og 61 dage.  Dermed blev han den yngste spiller i klubbens historie og blev samtidig den første spiller født i 2006 til at få minutter i Superligaen.  Den 14. august scorede han sit første mål i en 2-0-sejr mod OB, og dermed blev han klubbens yngste målscorer og den næstyngste nogensinde i Superligaen. 

## Statistik
Oversigten er opdateret til og med 23. april 2023
| Klub       | Sæson   | Liga      | Liga  | Liga | Pokalturnering | Pokalturnering | Europa | Europa | Total | Total |
| Klub       | Sæson   | Division  | Kampe | Mål  | Kampe          | Mål            | Kampe  | Mål    | Kampe | Mål   |
| ---------- | ------- | --------- | ----- | ---- | -------------- | -------------- | ------ | ------ | ----- | ----- |
| Brøndby IF | 2022-23 | Superliga | 15    | 3    | 1              | 0              | 2      | 0      | 18    | 3     |
| I alt      | I alt   | I alt     | 15    | 3    | 1              | 0              | 2      | 0      | 18    | 3     |

1. ↑  Appearances in UEFA Europa Conference League